# Dipnotuberculus
A Dipnotuberculus az izmosúszójú halak (Sarcopterygii) osztályának tüdőshalalakúak (Ceratodontiformes) rendjébe, ezen belül a fosszilis Dipnorhynchidae családjába tartozó nem.

## Rendszerezés
A nembe az alábbi 2 faj tartozik:
- †Dipnotuberculus bagirovi Krupina & Prisyazhnaya, 2014
- †Dipnotuberculus gnathodus Campbell et al., 2002 - típusfaj